# Juriko, princezna Mikasa
Juriko, princezna Mikasa (japonsky 崇仁親王妃百合子, Takahito Šinnóhi Juriko, rozená Juriko Takagi (高木百合子, Takagi Juriko); 4. června 1923, Tokio – 15. listopadu 2024, Čúó) byla členka japonské císařské dynastie jako manželka Takahita, prince Mikasy, čtvrtého syna císaře Taišó a císařovny Teimei. Princezna byla poslední žijící prateta z otcovy strany sňatkem císaře Naruhita a, před svou smrtí, nejstarším členem císařské rodiny a posledním žijícím členem, který se narodil v éře Taišó.

## Mládí
Princezna Mikasa se narodila 4. června 1923 jako Juriko Takagi v rodinném domě Takagiů v Tokiu jako druhá dcera vikomta Masanariho Takagiho (1894–1948) a jeho manželky Kuniko Irie (1901–1988).
Její otec byl členem klanu Takagi, dříve pánů malého feudálního panství Tan'nan; prostřednictvím svého otce je pra-pravnučkou Masajoši Hotty, prominentního ródžú nebo šógunalního ministra, během období Bakumacu. Její matka pocházela ze šlechtického klanu Janagihara a byla sestřenicí z druhého kolena císaře Šówa; císařova babička, paní Naruko Janagiwara, byla prateta Kuniko.
Juriko v roce 1941 vystudovala ženskou akademii Gakušúin.

## Sňatek
Dne 29. března 1941 bylo oznámeno zasnoubení Juriko s jejím bratrancem z druhého kolena, Takahitem, princem Mikasou. Zásnubní obřad se konal 3. října 1941 a svatební obřad 22. října 1941. Po svatbě byla jmenována Její císařskou Výsostí princeznou Mikasa.
Často navštěvovala svého manžela, který byl na sklonku života hospitalizován. Dne 22. října 2016 oslavili v jeho nemocničním pokoji 75. výročí svatby. Princ Mikasa zemřel o pět dní později s princeznou Juriko po boku. Princezna vedla pohřební obřad svého manžela jako hlavní truchlící.
Princ a princezna měli pět dětí, z nichž dvě stále žijí. Dvě dcery páru opustily císařskou rodinu po svatbě. Všichni tři synové zemřeli před svými rodiči. Kromě svých pěti dětí mají k roku 2022 devět vnoučat a sedm pravnoučat.

### Děti

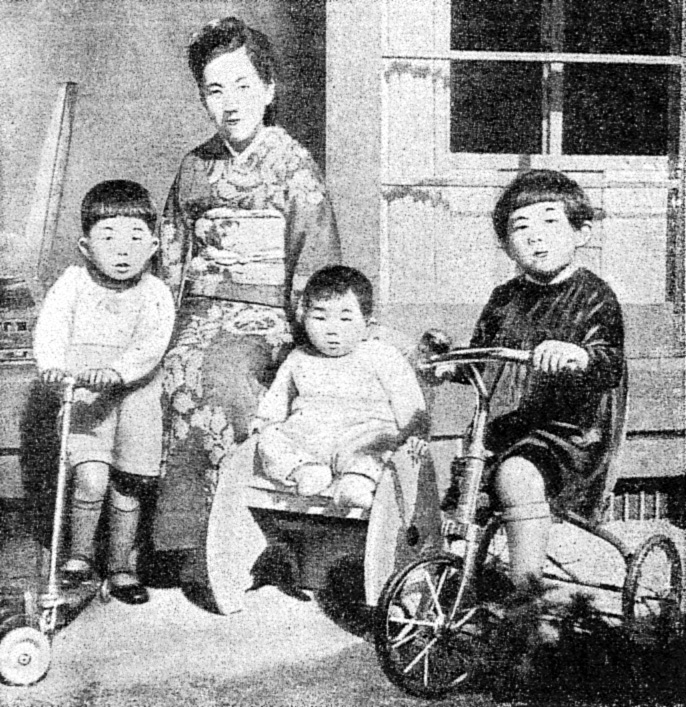
Princezna Juriko a její tři nejstarší děti

- Jasuko Konoe (近衛甯子, Konoe Jasuko), dříve princezna Jasuko z Mikasy (甯子内親王, Jasuko Naišinno), narozená 26. dubna 1944; 16. prosince 1966 se provdala za Tadateru Konoe, mladšího bratra bývalého premiéra Morihira Hosokawy a adoptovaného vnuka (a dědice) bývalého premiéra Fumimara Konoeho. Její manžel byl více než deset let prezidentem Japonské společnosti Červeného kříže; má syna Tadahira Konoe, který má tři děti.[3]
- Princ Tomohito z Mikasy (寬仁親王, Tomohito Šinnó, 5. ledna 1946 – 6. června 2012); zjevný dědic; 7. listopadu 1980 se oženil s Nobuko Asó (* 9. dubna 1955), třetí dcerou Takakiči Asó, předsedy Asó Cement Co., a jeho manželky Kazuko, dcery bývalého premiéra Šigeru Jošidy; měl dvě dcery, princeznu Akiko a princeznu Jóko.[3]
- Jošihito, princ Kacura (桂宮宜仁親王, Kacura-no-mija Jošihito Šinnó, 11. února 1948 – 8. června 2014); 1. ledna 1988 mu byl udělen titul Kacura-no-mija.[3]
- Masako Sen (千容子, Sen Masako), dříve princezna Masako z Mikasy (容子内親王, Masako Naišinnó), narozená 23. října 1951; 14. října 1983 se provdala za Masajuki Sena, později Sóšicu Sena XVI. (* 7. června 1956), staršího syna Sóšicu Sena XV. a v současnosti šestnáctého dědičného velmistra (iemoto) japonské školy čajového obřadu Urasenke; má dva syny, Akifumi Kikuči a Takafumi Sena, a dceru Makiko Sakatu.[3]
- Norihito, princ Takamado (高円宮憲仁親王, Takamado-no-mija Norihito Šinnó, 29. prosince 1954 – 21. listopadu 2002); 1. prosince 1984 mu byl udělen titul Takamado-no-mija; 6. prosince 1984 se oženil s Hisako Tottori (* 10. července 1953), nejstarší dceru Šigejiro Tottoriho, bývalého předsedy Mitsui & Co. ve Francii; měl tři dcery. princeznu Cuguko, Noriko Senge a Ajako Moriju.[3]

## Veřejná služba

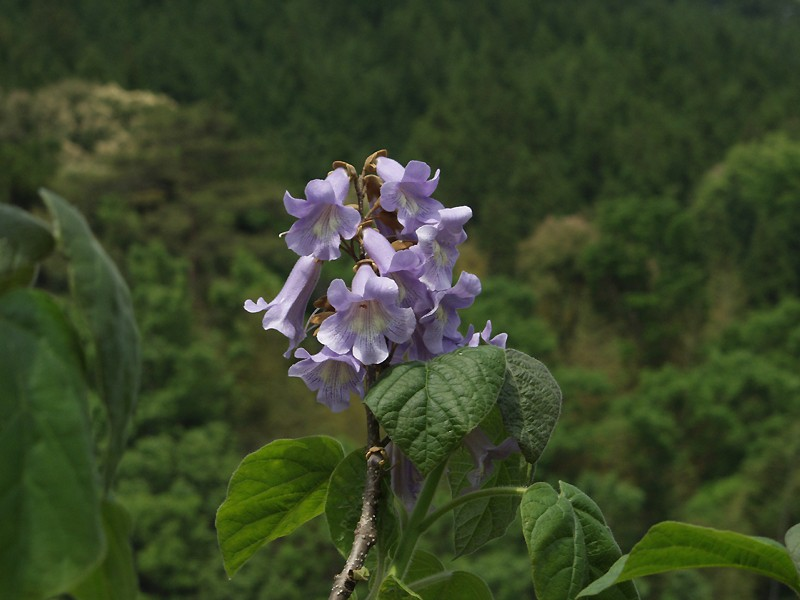
Čínský císařský strom, pavlovnie plstnatá, osobní císařský znak Juriko

Princezna Mikasa byla čestnou předsedkyní různých charitativních organizací, zejména těch, které se zabývají zachováním tradiční japonské kultury. Také hrála aktivní roli v Japonské společnosti Červeného kříže.
V roce 1948 se princezna stala předsedkyní Imperial Gift Foundation Boshi-Aiiku-kai, na kteroužto funkci rezignovala v září 2010. Zúčastnila se několika formálních akcí v Tokiu a dalších částech Japonska spojených s charitativními organizacemi zabývajícími se zdravotními problémy matek a dětí.

## Zhoršující se zdraví a smrt
Princezna od roku 1999 používala kardiostimulátor. Chyběla zejména na intronizaci císaře Naruhita v roce 2019.
V září 2020 byla v 97 letech hospitalizována s příznaky srdečního selhání a zápalu plic, ale po dvou týdnech byla propuštěna.

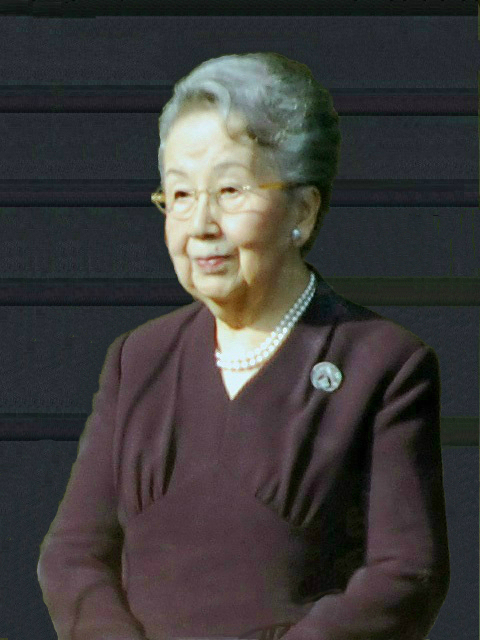
Princezna Juriko v roce 2012

V březnu 2021 byla přijata do Mezinárodní nemocnice svatého Lukáše kvůli arytmii. Bylo oznámeno, že její stav není kritický a byla propuštěna během několika dnů, když její příznaky odezněly.
V červenci 2022 bylo hlášeno, že měla pozitivní test na covid-19 a byla hospitalizována v Mezinárodní nemocnici svatého Lukáše. Dne 4. června 2023 se dožila 100 let.
Na počátku března 2024 byla hospitalizována v Mezinárodní nemocnici svatého Lukáše kvůli mírnému mozkovému infarktu a mozkové mrtvici; dne 11. března byla převezena z jednotky intenzivní péče na všeobecné oddělení na znamení, že se zotavuje, i když nemohla jíst, ale začala pít vodu. Dne 18. března oznámila Agentura císařské domácnosti, že princezna znovu pociťovala příznaky srdečního selhání a mozkového infarktu a bylo pro ni obtížné hýbat pravou rukou a nohou: pokračovala tedy v léčbě v Mezinárodní nemocnici svatého Lukáše.
Dne 25. března bylo oznámeno, že se její příznaky srdečního selhání a mozkového infarktu výrazně zlepšily na úroveň blízkou tomu, když byla poprvé převezena na všeobecné oddělení nemocnice, a že začne s rehabilitací. Své 101. narozeniny oslavila 4. června v nemocnici a navštívila ji její snacha Hisako, princezna Takamado a její vnučky princezna Akiko, princezna Jóko a princezna Cuguko. Dne 16. srpna byla převezena zpět na jednotku intenzivní péče v nemocnici poté, co jí byl diagnostikován zápal plic; 9. září se z jednotky intenzivní péče vrátila na všeobecné oddělení, když se její stav zlepšil.
Vyšetření provedené dne 7. listopadu 2024 odhalilo selhávající tělesné funkce, včetně srdce a ledvin. Od března, kdy byla přijata do nemocnice, se věnovala rehabilitaci, například sezení na invalidním vozíku. Dne 9. listopadu, po oznámení jejího zhoršujícího se zdraví, princezna Akiko, která se rychle vrátila ze Spojeného království, kde měla absolvovat neoficiální návštěvu, navštívila svou babičku s princeznou Jóko, princeznou Hisako a Jasuko Konoe. Princezna Nobuko zrušila svou návštěvu Kjóta plánovanou na 11.–12. listopadu, aby mohla navštívit svou tchyni. Dne 11. listopadu Agentura císařské domácnosti oznámila, že zdraví princezny Juriko se stále zhoršuje; princezny Akiko, Hisako a Cuguko ji rychle jedna po druhé navštívily. Císař Naruhito a císařovna Masako byli o jejím stavu informováni a vyjádřili nad ním znepokojení. Během téhož dne Agentura císařské domácnosti oznámila, že není zcela při vědomí a že ji navštívili další členové císařské rodiny. Dne 14. listopadu vedoucí Agentury císařské domácnosti, Jasuhiko Nišimura, oznámil, že Juriko ztrácí vědomí: odpoledne jí znovu navštívily princezny Akiko, Hisako a Cuguko.
Dne 15. listopadu 2024 v 6:32 (JST) zemřela v Mezinárodní nemocnici svatého Lukáše v Tokiu ve věku 101 let. Byla obklopena svými vnučkami Akiko, Jóko a Cuguko a také snachou princeznou Hisako. Agentura císařské domácnosti zveřejnila na Instagramu prohlášení, v němž oznámila její smrt. Později toho dne císař Naruhito, císařovna Masako a princezna Aiko navštívili rezidenci rodiny Mikasa, aby princezně vzdali úctu. Její tělo bylo později převezeno zpět do Tokia. Císařská rodina vstoupila podle tradice do období smutku. Rodina císaře Naruhita, emeritní císař a emeritní císařovna, rodina korunního prince Akišina a princ a princezna Hitači budou dodržovat pět dní smutku, zatímco rodiny Mikasa a Takamado budou truchlit třicet dní. Císař Naruhito také zrušil oficiální povinnosti. Emeritní císař a emeritní císařovna rovněž 15. listopadu zaslali svou soustrast.
Agentura císařské domácnosti odhalila, že oficiální příčinou její smrti bylo „stáří“. Poté, co Agentura císařské domácnosti oznámila příčinu její smrti jako „stáří“, japonské zpravodajské kanály začaly uvádět, že zemřela kvůli zápalu plic. Agentura císařské domácnosti však dosud veřejně neuvedla příčinu smrti, takže oficiální příčinou smrti zůstává „stáří“.
Její pohřeb se bude konat 26. listopadu 2024. Bylo také oznámeno, že hlavní truchlící bude její vnučka, princezna Akiko. Agentura císařské domácnosti na Instagramu také oznámila, že lidé byli vyzváni, aby se v rezidenci rodiny Mikasa podepsali do kondolenční knihy. Dne 16. listopadu se v rezidenci konaly soukromé obřady. Zúčastnili se všichni členové císařské rodiny. Její zeťové Tadateru Konoe a Sóšicu Sen XVI. pozdravili členy císařské rodiny při příjezdu a odjezdu spolu s personálem rodiny Mikasa. Její smuteční obřad se bude konat ve dnech 24.–25. listopadu.

## Vyznamenání

Mon větve Mikasa císařské rodiny

### Národní
- Velkostuha Řádu drahocenné koruny
- Dáma vyznamenání Červeného kříže[52]
- Nositelka medaile Červeného kříže[52]

### Zahraniční
- Íránské císařství: Členka 2. třídy Řádu Plejád[53]
- Íránské císařství: Pamětní medaile k 2500. výročí založení Perské říše (14. října 1971)[54]
- Nizozemsko: Inaugurační medaile 1980 (30. dubna 1980)

### Čestné funkce
- Náhradní členka rady císařské dynastie[4]
- Čestná místopředsedkyně Japonské společnosti Červeného kříže[4]

## Potomci
| Jméno                                    | Narození                | Úmrtí                       | Sňatek            | Sňatek          | Potomci |
| Jméno                                    | Narození                | Úmrtí                       | Datum             | Choť            | Potomci |
| ---------------------------------------- | ----------------------- | --------------------------- | ----------------- | --------------- | --- |
| Jasuko Konoe (princezna Jasuko z Mikasy) | 26. dubna 1944 (81 let) |                             | 16. prosince 1966 | Tadateru Konoe  | Tadahiro Konoe                                                                                                   |
| Princ Tomohito z Mikasy                  | 5. ledna 1946           | 6. června 2012 (66 let)     | 7. listopadu 1980 | Nobuko Asó      | Princezna Akiko z Mikasy Princezna Jóko z Mikasy                                                                 |
| Jošihito, princ Kacura                   | 11. února 1948          | 8. června 2014 (66 let)     | —                 | —               | — |
| Masako Sen (princezna Masako z Mikasy)   | 23. října 1951 (73 let) |                             | 14. října 1983    | Sen Sóšicu XVI. | Akifumi Kikuči Makiko Sakata Takafumi Sen                                                                        |
| Norihito, princ Takamado                 | 29. prosince 1954       | 21. listopadu 2002 (47 let) | 6. prosince 1984  | Hisako Tottori  | Princezna Cuguko z Takamada Noriko Senge (princezna Noriko z Takamada) Ajako Morija (princezna Ajako z Takamada) |